# Sverige under romersk järnålder

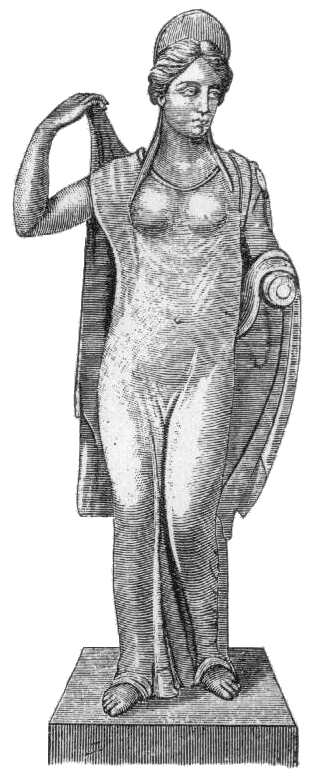
Romersk bronsstatyett (av Venus Genetrix-typ) funnen på Öland

Romersk järnålder har fått sitt namn utifrån att från år 1 till cirka 400 e.Kr. har ett kraftigt inflytande från det romerska riket gjort sig gällande i Nordeuropa utanför Roms gränser.
Det Romerska rikets expansion och germanstammarnas spridning gjorde att kontakterna dem emellan ökade väsentligt de närmaste århundradena efter Kristus. Bland annat sände romarna expeditioner till norr, och i sin år 98 e.Kr. skrivna Germania omtalar Tacitus för första gången i bevarad skrift svearnas, egentligen svionernas, stam. Tacitus berättar vidare om svearnas skepp, och att allmogen inte hade rätt att bära vapen i fredstid.
Flera viktiga kulturelement kom till det dåvarande Sverige under denna tid, till exempel bättre redskap för bland annat jordbruk, och inte minst den äldre 24-typiga futharken
som troligen påverkats av alfabeten i medelhavsområdet.
Många av de äldsta runinskrifterna har hittats i Skandinavien, bland annat världens äldsta futhark på Kylverstenen från Gotland.

## Romersk import till Sverige

### Forskningshistorik
I Hans Jürgen Eggers sammanställning 1951 Der römischen Import im freien Germanien katalogiseras all romersk import i Norden. Han diskuterar också handelsvägarna dels i romerska riket och utanför. Han menar att exakta handelsvägar inte kan påvisas av materialet, men att handelsvägar över vatten har varit vanligast i norra Europa och även till viss del i Centraleuropa (Eggers 1951: 64-70).   
Ulla Lund Hansens doktorsavhandling 1987  Römischer Import im Norden. Wahrenaustausch zwischen dem Römischen Reich und dem freien Germanien während der Kaiserzeit unter besonderer Berücksichtigung Nordeuropas behandlar romersk import i Norden och att kontakterna mellan det romerska riket och Skandinavien är av stor betydelse för att förstå den romerska järnåldern i Norden men också i hela norra Europa. Analysen av de kronologiska ramarna för importens uppträdande i Norden är grundlig. De kronologiska resultaten tillämpas på det historiska förloppet och den kulturhistoriska utvecklingen i Norden skildras för de fyra hundra åren som följer efter Kristi födelse. Genom analys av gravar och föremål kunde hon koppla samman fynden med händelser inom Rom.
Hennes kronologi grundas på analyser av slutna fynd i det danska materialet från romersk järnålder. Mest omfattande är undersökningen av hur utbytet av föremål mellan det romerska imperiet och det fria Germanien kan ha sett ut, samt de faktorer som ledde till behovet av detta utbytet. Hon undersöker den romerska importens spridning i Norden samt analyserar de politiska förhållandena inom det romerska riket. Hon drar slutsatsen att Roms expansion till Rhen påverkade samhällena i de nya romerska provinserna liksom de germanska folken norr om limes. Den materiella kulturen i områdena ändrades under romersk järnålder.
Föremål med romerskt ursprung hittas ofta i Skandinavien i gravar och sammanhang av en högre social status med andra prestigeföremål. Utbytet var en del av strukturen i de hierarkiska samhällena. Utbytet av föremål gick till en överklass med högre social status. Detta är en förutsättning för att detta utbyte kommer till stånd. Det danska området hade närmare kontakter med Rom och det avspeglas i en högre koncentration av romerska föremål. Under den yngre romerska järnåldern ledde Själland utbyteskontakterna i provinserna vid Rhen och var centralt för inflödet av romerska föremål i Skandinavien.
Under perioden C2, 250-300 e.Kr. minskade importen till Danmark då Rom drabbades av politiska oroligheter. Centrum för romerska föremål flyttades då till sydöstra Fyn och Jylland. I Sverige har fynd hittats i Skåne, på Öland och Gotland. Efter det romerska rikets delning i slutet av 300-talet e.Kr. avtog importen av romerska föremål och den frankiska kulturen i dagens Frankrike blev den som främst påverkar de skandinaviska områdena. Hennes verk om den romerska järnåldern har påverkat efterkommande forskning av perioden.
Serien Corpus der römischen Funde im europäischen Barbaricum är under utgivning. I denna serie har sju band utkommit 1994-2009 som behandlar norra Tyskland. Andra serier som behandlar Polen, Ungern och Litauen är också delvis utgivna och andra områden som dagens Moldavien, Skottland är under utarbetning. Denna serie kommer inte att behandla Skandinavien då man ansåg att Lund Hansens studie redan hade behandlat området på ett uttömmande sätt.
Lotte Hedeager analyserade också den romerska importen i sin avhandling Danmarks jernalder: mellem stamme og stat. Romerska varor såg hon som en närvaro av en prestigevaruekonomi, som hade avgörande betydelse för Nordeuropas förvandling från ett stamsamhälle till en primitiv stat. Romerska föremål sågs som lyxvaror, de användes och bytte ägare inom den sociala eliten. De var symboler för makten i samhället och användes i byggande av allianser och politisk kontroll. Denna politiska tolkning som Hedeager gjorde i sin avhandling har utövat ett stort inflytande på den vetenskapliga synen bland skandinaviska forskare på den romerska importen och rekonstruktionen av det politiska systemet under den aktuella perioden.
Tidigare trodde forskare som Gunnar Ekholm och Hans Jürgen Eggers att det var regelrätt handel men det har senare forskare övergivit. Varuutbytet var av annan natur, vars syfte snarare har varit politisk påverkan.

### Terra sigillata-fynd i Sverige
Begreppet terra sigillata 'beseglad lera' myntades av forskaren Hans Dragendorff och avsåg keramikkärl tillverkade i fina leror i formar, där hög bränntemperatur gav en röd yta på kärlen. Latinska participet »sigillatus» anger att kärlen är dekorerade med små figurer. Kärlen har dekoration i relief, men odekorerade kärl förekommer (tyska Glatte Sigillata). Slät terra sigillata var vanligare än den dekorerade. Kärltypen började tillverkas sista århundradet f.Kr, främst i Arezzo i Italien. Arretinsk keramik har matt röd yta medan de galliska kärlen oftast har en blank yta. Arezzo var främsta produktionsorten fram till ca 50 e.Kr. Produktionen flyttades sen till södra Gallien med verkstäder i La Graufesenque, Montans och Banassac. Senare verkstäder i centrala Gallien dominerade i början av 100-talet. Viktiga verkstadsplatser låg i bl.a. Lezoux, Vichy och S:t Rémy. Viktiga fabriker var också Trier, Rheinzabern och Westerndorf, terra sigillata producerades här till mitten av 200-talet. Fynd av terra sigillata har ofta gjorts i elitära miljöer med andra exklusiva föremål. Keramiken visar på hög status. Vitteneboplatsen i Västergötland har gett ett fynd och samtidigt är det platsen för en av landets största guldskatter.

#### Stavars hus Burs socken, Kroneborg Hardeberga och Stångebro i Linköping
Det första fyndet av terra sigillata i Sverige hittades vid Stavars hus i Burs socken på sydöstra Gotland i slutet av 1920-talet. Stavars hus är den största husgrunden från romersk järnålder på Gotland. Långhuset är 67 meter långt. Långhusets norra halva har varit bostaden. Fynden bestod av handkvarnar, sländtrissor, vävtyngder, lersilar, kokkärl och köksutrustning. Benhantverk som polerade skaft, prylar, nålar, halvfabrikat och smeden hade efterlämnat slagg, slip- och brynstenar, knivar av järn, beslag och nitar. En ring, en armborstfibula och hängsmycken från 100-talets slut. Man fann även romerska importfynd som bland annat glasbägare och 39 skärvor av ett terra sigillata-kärl, förmodligen producerat i Westerndorf.
Både fyndet och boplatsen är daterade till yngre romersk järnålder. Terra sigillata-kärlet hittades på en avfallsplats. Ett par mosaikpärlor som möjligtvis är gjorda i Egypten hittades också, samt 27 silvermynt varav 20 denarer daterade till Trajanus, Hadrianus, Antonius Pius, Marcus Aurelius, Lucius Verus, Lucilla Verus hustru, och Crispina, Commodus hustru. Man hittade också 7 arabiska mynt som är mycket yngre, från vikingatiden. De flesta mynten hittades på eller i stenmurarna, på två ställen hittades några mynt undanstoppade tillsammans med smycken från 100-talet e.Kr. Mynten har gömts i muren strax efter präglingen.
På boplatsen Kroneborg i Hardeberga socken hittades två terra sigillata-skärvor från två olika kärl, båda skärvorna är daterade till äldre romersk järnålder. Skärvorna hittades i en avfallsgrop.
I Gamla Stångebro i Linköping hittades i ett gravröse från vendeltid ett inkomplett kärl. Kärlet var 400 år gammalt när det blev gravgåva, kärlet var stämplat i bottnen och är det enda fyndet i Sverige med stämpel. Kärlet är producerat i Lezoux och kan dateras till 160-180 e.Kr. Fem gravhögar från äldre järnålder omger gravröset. Kärlets sena deponering som gravgåva har förmodligen en särskild orsak som är okänd för eftervärlden.

#### Vittene och Söderåkra
I Vittene i Norra Björke socken i Västergötland hittades på en boplats flera skärvor som kunnat tidfästas till yngre romersk järnålder, de hittades vid en härd. På boplatsen har ett stort guldfynd gjorts. Platsen har tolkats som en plats där hantverk bedrivits. Boplatsen har längre kontinuitet från förromersk järnålder till vendeltid.
Slutligen hittades år 2007, i Söderåkra i Torsås kommun, i en rotvälta på ett järnåldersgravfält en mynningsskärva, svårbestämd men möjligen tillverkad i  Rheinzabern på 100-talet e.Kr. Nära platsen finns en boplats med fynd av denarer från Hadrianus tid. I Söderåkra socken har också hittats två ormhuvudhalsringar i guld. I hela Småland finns totalt 13 guldfynd från romersk järnålder.

## Huslämningar från romersk järnålder
Stolphusens bärande stolprad i husets mitt och bär mesulan kallas för mesulakonstruktion och hus med mesula kallas tvåskeppiga medan enskeppiga hus saknar takbärande stolpar och bärs av väggarna. Treskeppiga långhus har istället en sidsulakonstruktion. De har två rader med takbärande stolpar. Stolparnas placering i förhållande till mittlinjen avgör om konstruktionen kallas under- eller överbalanserad. Stolprader placerade mitt emellan husets mittlinje och ytterväggen är balanserad. I Norden började man bygg underbalanserade hus omkring 200-talet e.Kr. d.v.s. mitt i romersk järnålder.
Husen under romersk järnålder utvecklas på samma sätt som under förromersk tid. Tesch undersökningar från Ystadsområdet (1993:183) beskriver att ett typiskt hus från äldre romersk järnålder är 22 meter långt och cirka 6 meter brett. Husen får färre bockpar, sex blir fem.  Avståndet mellan bockparen växer naturligt av detta. Väggarnas konstruktion lämnar färre arkeologiska spår vilket tyder på svagare konstruktion. Det kända husmaterialet som Mats Larsson behandlar 1995 är relativt litet. Materialet hämtades från Skåne, Halland och Östergötland. Flera typer av hus fanns beskrivna från romersk järnålder: långhus av olika storlek, dessutom så kallade grophus samt mindre lador. 

### Skåne
Kvarteret Bronsdolken i Fosie i Malmö är välbevarat med även vägglinjerna bevarade. Huset form var rektangulär och måtten 19 meter långt och mellan 5 och 5,6 meter brett. Vägglinjerna hade störst bredd i västra husdelen vilket troligen ska tolkas som att huset haft två faser. Taket bars av fem bockpar med bredd på 1,4-1,9 meter mellan stolparna och 2 och 4 meter mellan bockparen. Stolpraderna var svagt böjda. I huset hittades fotbägare daterade till romersk järnålder. På boplatsen Fosie IV dokumenterades långhus och grophus från romersk järnålder. Ett mindre hus från boplatsen var 9x4,9 meter stort. Huset hade bara tre bockpar med en bredd av 1,65-1,95 meter och ett inbördes avståndet mellan bockparen uppmätt till  2,7 och cirka 4 meter. Huset var bredast i sin centrala del. Gavlarna varit svagt rundade vilket framgick av mindre hål efter pinnar. En härd hade central placering. Husets datering vilar på fynd och C-14. Dateringen 1640+/-50 B.P. pekar mot yngre romersk järnålder. Ett Grophus från Fosie IV. Huset var runt med  3 meters diameter var nedgrävt till ett djup av 0,4 m. Gropen hade ett kraftigt stolphål i mitten. Dessutom hittades två stolphål utanför gropen. Fyllningen i grophuset hade flera lager som innehöll sot och eldskadade stenar. En  stenpackning hade lagt mitt i huset som innehöll mycket fiskben. Huset kan ha använts för att torka eller röka fisk. Huset kunde dateras med  ornerad keramik och var från övergången från äldre till yngre romersk järnålder. Grophus har också hittats i Köpinge vid Ystad.

### Halland
Från Halland finns ett stort antal välbevarade hus från Brogård. Långhusen från Brogård är av två typer: rännhus och stolphus. Ett rännhus var cirka 27 meter långt och cirka 6 meter brett. Taket bars av åtta bockpar 2 och 3 meter breda  och smalast i ändarna på huset. Bockparen stod på 2 till 4 meters avstånd. Huset hade två ingångar har på norra och södra långsidan. Husets datering 1730+- 80 B.P. är från romersk järnålder. Hus IX på platsen är olikt detta genom att kombinera en väggränna med stolphål. Huset var ovanligt långt 44 meter och 6,4 m brett. De takbärande 16 bockarna hade varierande bredd mellan 1 och 2 meter. Avståndet mellan bockparen var olika 1,5-4 meter. Huset hade fyra ingångar två i östra och två i västra halvan av huset.C-14 daterade byggnaden till 17 50+/-60 B.P. dvs övergången mellan äldre och yngre romersk järnålder. Från äldre romersk järnålder är långhuset XXXII som daterats till 1880+/-90 B.P.. Detta hus saknar väggränna men proportioner på huset är lika. Ett fjärde hus var troligen uthus. Huset var 14x4 meter stort och hade tre par takbärande stolpar.

### Östergötland
Östergötland har många hus från förromersk järnålder men färre från romersk järnålder. Fas 2 i hus 8 från Pryssgården har ett hus med två faser som daterats med C14 till tidig romersk järnålder. Ett annat hus från Biåsvädret (Vreta klosters socken) har dateringar med stor spridning  från romersk järnålder 1595-1750 B.P. så om de tillhör yngre eller äldre romersk järnålder är oklart. Huset var drygt 20 m långt och hade större bredd på 7,5 meter. Husets 11 bockpar var 2,5 och 2,75 meter breda medan avståndet mellan bockparen var litet bara 0,8-l meter. En parallell rad av sex stolphål norr om huset tyder på antingen ombyggnad eller två olika hus av olika ålder. Att långhuset är ombyggt eller varit två tyder det ringa avståndet mellan bockparen på. På samma plats fanns lämningar efter fler hus.

### Gotland och Öland
Husen  av typen kämpagravar från romersk järnålder och folkvandringstid har bevarade väggar, stenmurar bevarade till en meters höjd. Vid Vallhagar dokumenterades husdetaljer såsom lergolv, härdar, stolphål, förbrända husdetaljer. Konstruktionen av husen kunde dokumenteras och den bärande konstruktionen med två stolprader, sidsulor och inre detaljer klargjordes. Husen blev sämre daterade och svårigheter att utreda relationen mellan olika hus försvårade tolkningen av bebyggelsens struktur och utveckling på platsen. Endast husgrundernas inre delar blev föremål för undersökning och utgrävarna klargjorde inte vad som fanns mellan husen. Dessa ytor kan ha hyst äldre hus eller uthus. Viktigt är att husen är treskeppiga hus av samma typ som på fastlandet medan man byggde husens väggar i sten istället för av lerklining. Det hade troligtvis sin orsak i tillgång på byggnadsmaterial.

## Jordbruket under romersk järnålder
I kapitlet Odlingslandskapet under äldre järnålder  sidorna 267-319 skildras den äldre järnålderns jordbruk. Kapitlet finns i första bandet Jordbrukets första femtusen år av fembandsverket Det svenska jordbrukets historia.

### Fullåkersbygden i Skåne kräver andra källor
På slätten i södra och västra Sverige finns nutidens viktigare jordbruksområden, Men vi har ingen kunskap om hur landskapet var utformat. Lämningar av fossila åkrar är mycket få och de flesta är bortodlade. Detta skedde sent i historisk tid på slätten från Skara till Vara i Västergötland. Detta område var på 1600-talet slåttermark med bete och mindre bebyggelse fläckvis med åkermark. Hallands kustslätt odlades upp under 1800-talets nyodlingar. De kan ha en liknande historia som danska Jylland. På Jylland drevs ett åkerbruk som överbelastade bärigheten hos marken, som förvandlades till hedmarker i den historiska eran.
Oskrivna blad är också jordbruksområden på kustslättbygden i Syd- och Mellannorrland, Storsjöområdet, slätten i Sörmland, landskapet Närke och Falan i Västergötland samt Skånes slättlandskap. Här saknas lämningar av det äldre landskapsformer och andra källmaterial måste användas för analysen av jordbrukets historia under järnåldern.
Skånes odlingslandskap förändrades under yngre bronsålder på 800-talet f.Kr. I kustområdet och på söderslätt avskogades landskapet helt. Ett landskap med en mosaik av olika marktyper som åkrar ängar och områden med skottskogar. Källor till landskapets historia blir annorlunda.  Det blir istället bebyggelseundersökningar inom arkeologin och tvärvetenskaplig undersökningar av kvartärgeologer och botaniker som skapar kunskap om det forntida landskapet. Ystadprojektet var ett sådant arbete som med jämförelser med Själland som skapat en bild av den äldre järnålderns landskap i Skåne.
Vid Kristi födelse börjar fas två av omskapandet av odlingslandskapet. Bebyggelsen blir permanent och  små grupper av bildar de första byarna vilket dock skedde på andra platser redan under bronsåldern. Byarna består ofta upp till fyra gårdar. Byarna stannar på samma ställe i några hundra år. Åkrarna har troligen liknat de själländska spåren av åkrar från järnålder. De jylländska systemen var av större format arealmässigt. En by med en areal på bara 10 hektar kan ha hyst hela fyra-fem gårdar. De fasta åkrarna gödslades säkert. Fastare bebyggelse motsvaras inte  av att odlingarna var lika stabila utan det röjdes nya ytor och man roterade odlingarna på markerna, Skillnaden mellan inäga/utmark blir inte klar förrän på 700-talet e.Kr.

### Hackerör eller röjningsrösen på sydsvenska höglandet
I skogsmark på Smålands högland finns odlingsrösen. De är kända sedan medeltiden och Olaus Magnus skriver om rösena i sin historia från 1555. Rösena har kallats rester av svedjebruket ibland ängsrösen. Lokalt har hackerör använts i språket och man har hänvisat till ett gammalt hackbruk. Drottning Hacka gav en hacka åt alla som bröt ny mark. Sägnen om Hacka vill förklara odlingsspåren i skogen. Undersökningar med tvärvetenskapliga metoder menar också att rösena har skapats av ett äldre åkerbruk. Forntidens bebyggda trakter var helt andra än de som användes senare på höglandet. 
Rösena i skogsmark är låga och oansenliga och kan vara svåra att upptäcka. Rösen finns på många platser i skogen och stora delar av skogarna på höglandet var uppodlade längre tillbaka i tiden. Odlingen har inte skett på mossmarker och i blockrik, lägre terräng. Den vanliga  moränen odlades däremot ofta. Detaljstudier har funnit att en tjugondel till en tiondel av arealen var uppodlad i Småland. Nutidens åkermark hade också ofta dessa rösen, men där försvann de med den moderna stenbrytningen. I början av 1900-talet hade den historiska åkerarealen sin största utbredning på höglandet men hade då bara samma omfattning av landarealen som hackerören hade.
Områden med röjningsröse saknar klara avgränsningar och har inte åkerterrasser, åkerhak, stensträngar eller jordvallar. Röseområdena är ofta mycket stora till ytan. De påträffas inte bara nära inägomark utan på utmarken långt från dagens odlingar. Röjningsröseområden finns mest ovanför högsta kustlinjen. Småland med närliggande delar av östra Halland, Västergötland, norra Blekinge och södra Östergötland men också på åsarna i Skåne. Nu har man påvisat dessa områden i södra och mellersta Sverige även under kustlinjen. Vetenskapliga insatser under 1980-talet löste med moderna metoder gåtan med denna tidiga odlingshistoria. Röjningsrösena var förhistoriska lämningar och att röjningen varit åker och inte äng. Rösenas jord har pollen av sädesslag främst korn. Pollen av korn är tunga och transporteras bara korta sträckor och det visar att man odlat i rösenas närhet. Eftersom fynden kommer inifrån röset har det pålagrats med ny sten efteråt. Dateringar visar på tiden redan  700- 800 år f.Kr. Områdena har varit i bruk under lång tid även under medeltid. De största delarna kom till de första femhundra åren e. Kr. alltså under romersk järnålder.
Undersökningar av boplatser inom områden med hackerör har hittat samma typer av långhus med en del av huset för boskapen och det är troligt att man delvis gödslat sina små åkrar. Hela arealen var aldrig åker samtidigt. Att de omfattar så stora arealer beror på att områdena olika delar har odlats vid olika tider och det är alltså en typ av flyttade åkrar men också flyttade boplatser. Långhusen behövde byggas om och enheter delades upp vid dödsfall och liknande. Då nya bostäder byggdes användes den gamla platsen åkrar för bete eller fodertäkt. Systemet gav stora ytor med mark påverkad av den mänskliga odlingskulturen och resulterade i ett öppnare ljusare landskap.

#### Triviallövskog var röjningsrösenas skogsform
Åkrarna låg omgivna av gräsmarker och unga björkar och ljusälskande hassel, asp och rönn. Bete och fodertäkt präglade det mer än åkerodlingar. Vinterfoder bärgades på naturliga sanka områden men också från lövverket genom hamlade träd eller så kallade skottskogar. Regionalt i området vek lövblandskogen under yngre bronsålder. Den ersattes av triviallövskog och präglades av ljusälskande träd. Detta hände först i väster på gränsen till den uppodlade slättbygden i Västergötland. Romersk järnålder präglades av den ljusa lövskogen som hade störst utbredning på sydsvenska höglandet under denna tid. Den första röjningen gynnar björken men om inägor och utmark delas tar bok över i utmarken i söder och granen i norr. Triviallövskogen orsakas av en rörlighet i odling och bete. De olika slagen av markutnyttjande är inte stabila. En skarp gräns inäga utmark finns inte. Järnålderns ljusa Småland är börjar i senare bronsålder med anläggande av röjningsröseområdena.

### Västergötland
På höjdryggar finns rester av röjningsröseområden men bilden ändras till så kallade bandparceller. De ligger ofta högt på höjdsträckningar ovan högsta kustlinjen där moränen är osvallad och bördigare. Mönstret som avspeglades i dagens byar tolkades först som rester av äldre tegar innan skiftet. Kartstudier visade att mönstret var mycket äldre. Vidare undersökningar i Sjuhäradsbygden att liknande system fanns på andra platser. I perifera delar av dagens odlingar och i skogar finns stensträngar eller jordvallar ofta låga och oansenliga, men utformningen gör det lättare att hitta nästa vall. Redskapet för bearbetningen av åkern under medeltid påverkade tegarnas utformning. Årder som formar långsmala tegar ger skålade ryggade åkrar. Men det var inte fallet med de äldre åkrarna i södra Västergötland. De bredare men ändå långa ytorna har inte formats av redskap. Ytorna har små hak och terrasser och mindre röjda ytor. Dessa små åkerbitar kan ha brukats av årder men starkt lutande terräng krävde nog hacka och spade. Bandparcellerna har gällt äganderätten till marken, inte brukningsytan. Bandparceller var ägoindelningar av marken, inte åkertegar.
Avståndet mellan jordvallarna är regelbundet. Mellan jordvallarna är avståndet lika, till exempel 42 meter. Olika bredder kan härledas från mätstänger eller mätrep. Ett måttsystem styrde varje åkerområde. Parcellerna var bygemenskapens ägodelning. I andra länder har bandparceller förknippats med den sociala organisation, ärftlig härstamning från en ursprunglig jordherre styrde senare markindelningen. Markrättigheterna är styrda av släktskap.
Röjningsröseområden i södra Västergötland har skapats mest under perioden 800 f.Kr. till 200-talet e.Kr. Bandparcellerna är yngre och har börjat användas från cirka 100 e. Kr. till 900-talet. De ersätter röjningsrösenas landskapsbild. I röseområden delas ytan av hur man brukat jorden. Markindelningar i bandparceller förändrar helt samfällighetens rätt till marken. Genom markindelningen har enskilda individer fått rätten till marken. Det blev en bestående form som allt fortsatt bruk tvingades acceptera. Mönstret avspeglas fortfarande på dagens kartor. Arealerna inom parcellerna har inte alltid odlats,  men markindelningen har bestått trots nya sociala och teknologiska förändringar. 
Den bästa marken fick större värde och reglerades om. Intensivt brukade av jordar avskildes med kraftigare stenvallar mot utmarken. Inägomarken är fortsatt större till ytan än i modern historisk tid. Röjningsröseområdena har störst areal men krymper i bandparcellerna och i ett längre perspektiv krymper arealerna ännu mer i historisk tid. De gamla kartorna från 1600-1700-talet visar att åkermarken har minskat. Markindelningarna till bandparceller sker under äldre romersk tid. Det blir en intensifiering av bruket. Den politiska och ekonomiska utvecklingen, möjligen ett ökat varuutbytet mellan skilda landsdelar driver intensifiering. men större befolkning kan också vara orsaken. Bandparceller förekommer i västra Sverige där Hallands floder rinner i Västergötland, Halland och västra Skåne. I östra Småland är de ett senare inslag först i slutet av järnåldern. Resten av det sydsvenska höglandet behåller jordbruk i röjningsröseområden mycket längre fram i tiden. Floddalarna kan ha påverkat jordbrukssystemet genom utbyte av varor.

### Östergötland och Uppland
Östergötland och Uppland har under romersk järnålder mycket stora områden inhägnade med stensträngar. Dessa områden finns både på slättområdet och i mellanområden. Östergötland hade inga samlade gårdar i byar som Öland utan gärdessystemet var anknutit till förenade ensamgårdar som samfällt ordnade fägator och hägnade ängar och skapade en kollektiv brukningsform för betesmarken. Enheterna som skapades sträckte sig över stora arealer. Östergötlands fägator kunde vara flera kilometer långa för att skapa dessa samordnade betesallmänningar. De historiska byarna är små i en jämförelse. Kollektiva betesmarker för djurhållningen står i skarp kontrast till de små boplatserna, bebyggda med sedvanliga långhus och de mindre åkrarna. De mindre åkrarna disponerades säkert åtskilt av hushållen med privat besittning medan det inte helt säkert gäller boskapen. Åkern var i likhet med på Gotland liten, säkert mindre än fyra tunnland. Ängsmarken var av betydligt större omfattning och den ingärdades liksom åkrarna.
Bottnarna i sprickdalar är i det närmaste helt hägnade slåttermarker. Bebyggelsen var omfattande som visas av gravar och stensträngar och landskapet har varit tätt bebyggt. Gravfält, stensträngar och vegetationsstudier belägger att landskapet var hårt brukat. Antalet bosatta var troligen större än under senare tider av järnåldern. Nedgången skedde under folkvandringstid på samma sätt som på Öland och Gotland. Betestrycket minskar och mindre andel av ytan brukas. Enefälader ersätts av områden med ungbjörkar. Men tillbakagången bryts snart igen. Granen hinner inte spridas på betesmarkerna utan björkskogen betes snart igen. Sädesodlingen verkar inte ha påverkats på samma sätt. 100 år senare är man tillbaka med samma betestryck igen.

### Regionala olikheter
Östra Sveriges stensträngssystem har daterats till samma tid och har fungerat på liknande sätt. Systemet införs under början av romersk järnålder och har helt övergivits på 700-talet. Betesdjurens gick nog dagligen i fägatan mellan bete och gård. Boskapen lämnar sin gödsel vid gården och djuren länkas samman med åkerbruket. Åkrar gård och uthus sköts individuellt. Inägorna med stora ängsarealer var gemensam för flera gårdsenheter. Hägnadslag skapar ett mera kollektivt ansvar för ängarna. Det påminner om senare tiders byalag men om det är samverkan mellan de olika bönderna är osäkert. Större gårdar som har dokumenterats gör en tolkning av att dessa stora enheter haft kontroll de olika brukningsenheterna. 
Ölands stensträngar styr och reglerar markanvändningen. Omkring stengrundshusen finns flera inhägnade ytor av varierande storlek.  Östergötland har bara detta på vissa delar främst i västra Östergötland. Men mestadels delas marken i inägor och utmark. Östergötland och Gotland har liknade system. Upplands områden är mera extensivt arealkrävande. Stensträngarna bara ramar in områden utan att göra skillnad på vad marken brukades till. Utvecklingen leder i Östergötland och Uppland från en kollektiv byliknande organisation till åtskilda mer individuella gårdar. Gotland har större likheter med järnålderns hägnadslag och senare kollektiva sätt att bruka markerna. Mellansvenska byar ersätts på Gotland av så kallade grannelag som påminner om äldre järnålderns och påverkar bildningen av medeltida socknar på ön. Ölands odlingslandskap som visas av 1700-talets lantmäteriakter skiljer sig mer åt från  äldre järnålderns markanvändning.